# Turdus haplochrous
Turdus haplochrous là một loài chim trong họ Turdidae.